# Cirkulář
Cirkulář může být listina nadřízené osoby nebo nadřízeného úřadu určená podřízeným, cirkulární nóta nebo elektronický cirkulář. Latinské circulus je kruh, circum kolem. Výraz cirkulář je běžný v historických pramenech 18. až 20. století, užíván je i v 21. století. 

## Vysvětlení pojmu
Cirkulář je starší název pro oběžník, výnos, úřední vyhlášku nebo list, který se zasílá většímu počtu podřízených úřadů nebo účastníků. V diplomacii se cirkulář neboli cirkulární nóta nazývá zvláštní forma dopisů, kterou se sdělují zúčastněným kabinetům, případně všem vládám důležitější úmysly, kroky a jednání mezinárodního rázu. Takové dopisy, kterými se činí oznámení nebo zjišťuje mínění cizích vlád, se buď berou na vědomí, nebo se na ně dává souhlasná nebo nesouhlasná odpověď. Listina je vydávána buď v jednom exempláři, který koluje, nebo v mnoha současně rozesílaných exemplářích.
V administrativním slangu někdy také ferman, tzn. úřední výnos, nařízení, rozkaz, vyhláška, oběžník; původně (v islámském prostředí) královské nařízení.

## Současné užití (příklady)
I když je výraz cirkulář častěji nahrazován slovem oběžník, je v českém jazyce 21. století stále živý.

### Astronomie
V oboru astronomie se pojem cirkulář, příp. elektronický cirkulář pužívá ve spojení s formou publikování pozorovacích dat (planetky, asteroidy, komety), výpočtů jejich drah, pojmenování atd. střediskem Minor Planet Center (MPC).

### Jiné
Obdobně se výraz cirkulář používá i v jiných oborech.

#### Počítačové sítě
Výraz oběžník se používá v oblasti počítačových sítích pro zprávy odeslané z jednoho zdroje a adresované více příjemcům najednou. Všeobecný oběžník obdrží všechny uzly v síti, adresný oběžník obdrží pouze zvolená skupina uzlů v síti.